# Маркус Хенриксен
Маркус Хенриксен (Трондхејм 25. јул 1992) професионални је норвешки фудбалер који игра на позицији везног играча и тренутно наступа за Розенборг.